# Mecynometa gemmata
Mecynometa gemmata är en spindelart som beskrevs av Simon 1895. Mecynometa gemmata ingår i släktet Mecynometa och familjen käkspindlar.
Artens utbredningsområde är Venezuela. Inga underarter finns listade i Catalogue of Life.